# نقوش

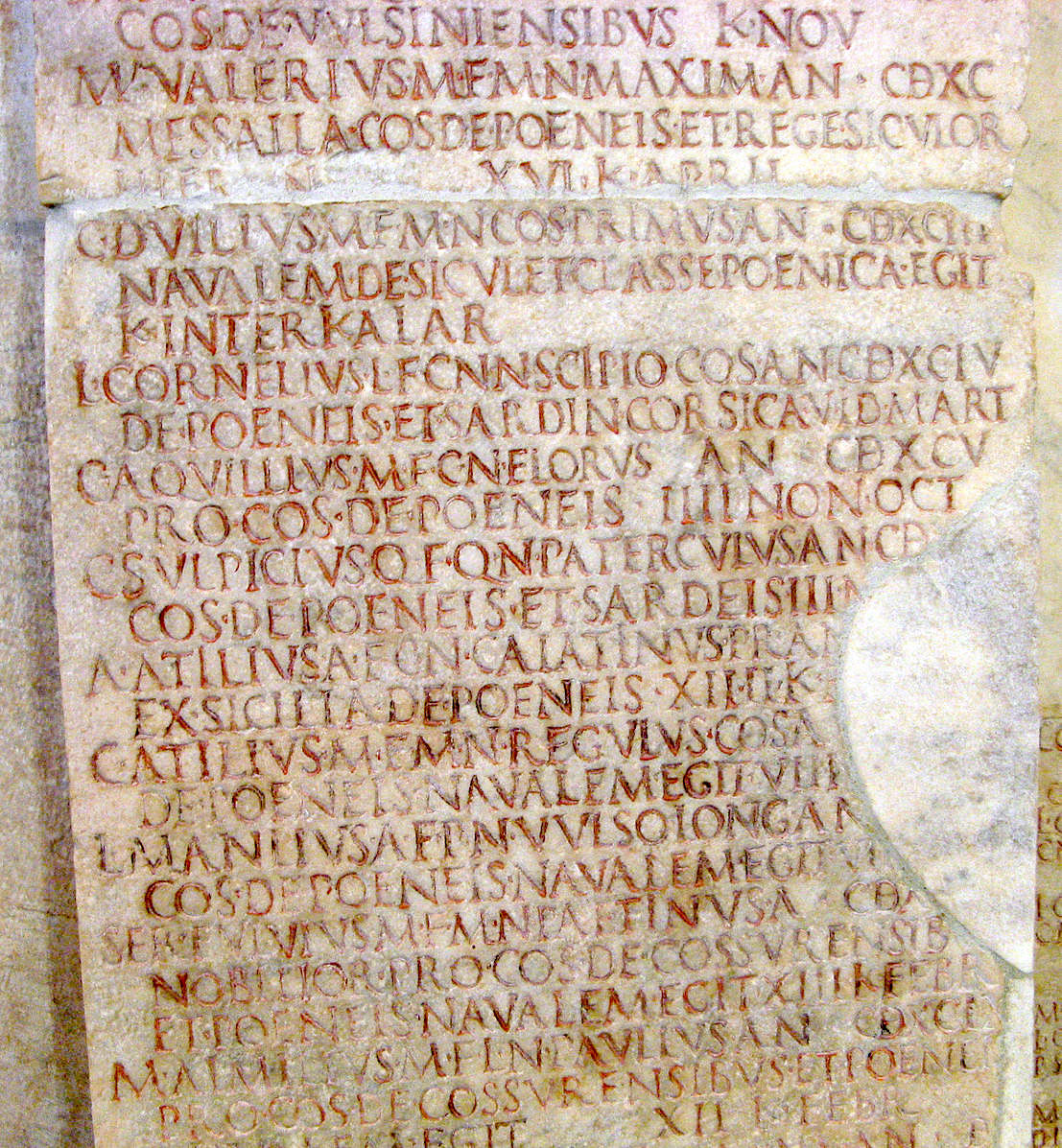
مثال على اللون الأحمر للأحرف المحفورة. جزء من نقش (Fasti triumphales) من العام 12 ق.م

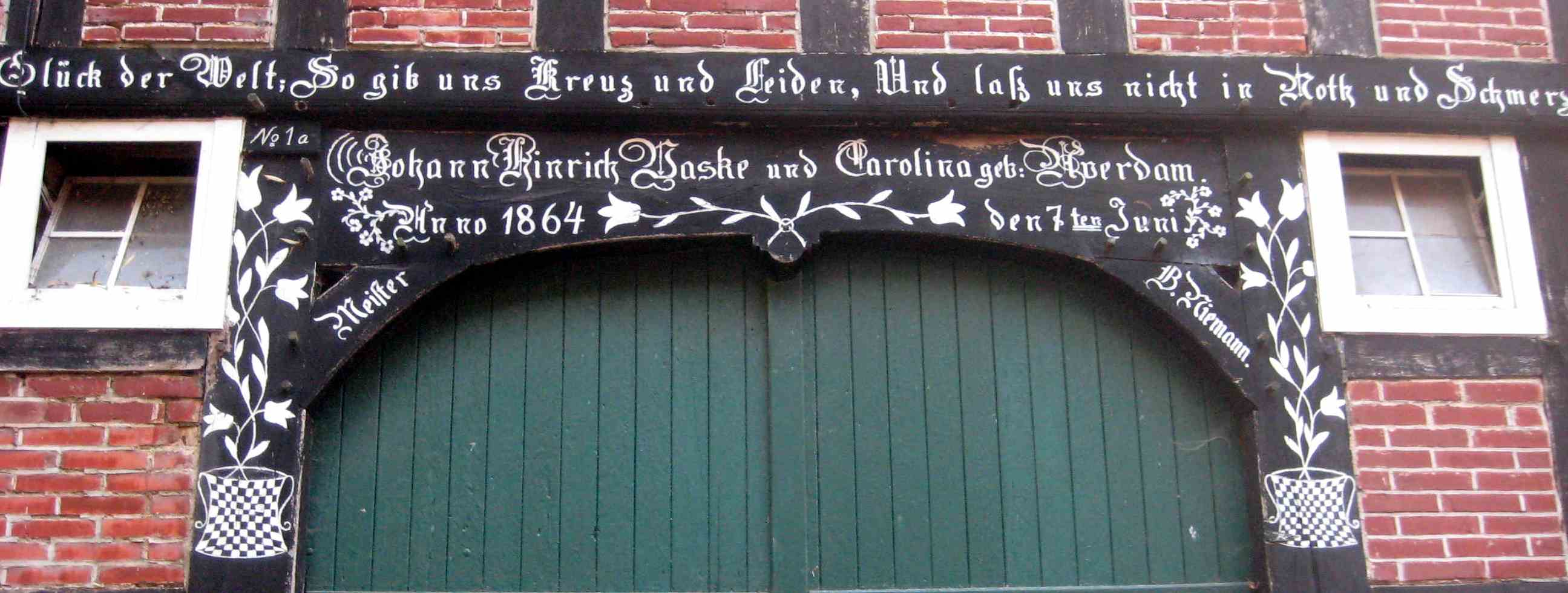
نقش بيت برمز شجرة الحياة

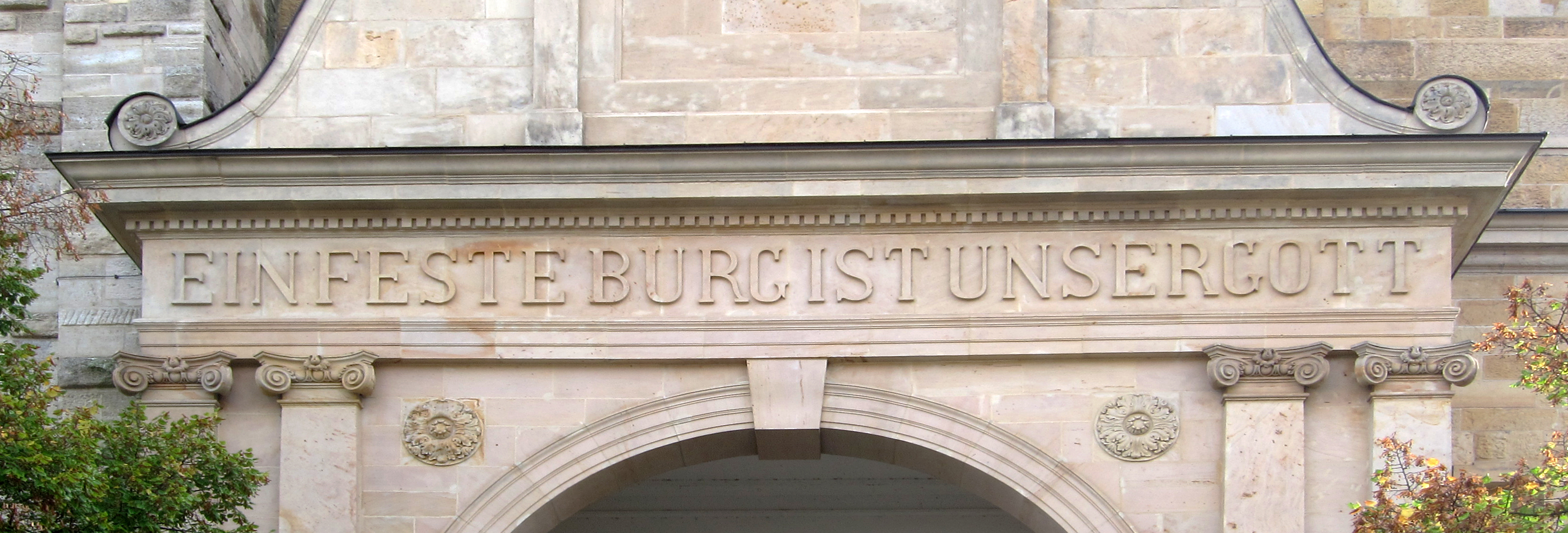
نقش المدخل في كنيسة جورج في أيسناخ

تُفهم النقوش بشكل عام على أنها إشارات (غالبًا ما تكون كتابة، ونادراً ما تكون رموزًا) مضمنة على حامل مستقر، والأغلبية منها على أشياء ذات موقع ثابت. ومع ذلك فإنه لا يوجد تعريف دقيق وغير متنازع عليه للمصطلح. التصورات اللغوية عنها هي في المقام الأول تطال نصب تذكاري، شاهدة قبر، لوحة تكريس، لوحة تشريف، ذكرى نحات، نقوش تذكار البناء، نذور، هدايا للآلهة، لوحات مراسيم، نقوش خاصة وقانونية

## تعريف
تعريف مصطلح «النقش» غامض وغير واضح تمامًا. الكلمة تعني فيما تعني: «نقَش الحجرَ ونحوَه نحته، رسم أو خطّ عليه بعمق:-نقش لوحًا نُحاسيًا، - نقَش اسمَه على شجرة، - نقش كتابةً على ضريح». من المصطلح اليوناني ἐπιγραφή (إبيغراف) اشتق اسم الأبيغرافيا وهو الأبيغرافياعلم النقوش، الذي يعنى بدراسة الكتابات النقوشية القديمة.
نظرًا لأن هذه المصطلحات يمكن أن تشير نظريًا إلى أي شكل من أشكال الكتابة، يجري تعريفها عادة وفقًا للمتطلبات العملية للبحث: يعتبر كل شيء تتعامل معه الأبيغرافيا نقشًا. هذه هي الطريقة التي يحدد بها المؤرخ كلوس Rudolf M. Kloos نقوش العصور الوسطى والعصر الحديث: «النقوش عبارة عن كتابة على مواد مختلفة كالحجر والخشب والمعدن والجلود والنسيج والمينا والزجاج والفسيفساء وما إلى ذلك. تكون أساليب أنتجها والفاعليات التي صنعتها لا تنتمي إلى مدرسة كتابة أو دائرة قانونية.»  وبالتالي، تُستبعد طرق الكتابة التي يجري تعلمها في المدارس أو المستخدمة في إدارة الدولة (الريشة والقلم وما إلى ذلك) وتُشمل جميع الوثائق المكتوبة الأخرى كنقوش. وبالمثل صاغ الباليوغراف الفرنسي مالون Jean Mallon تعريفًا للنقوش في العصور القديمة: في هذه الحقبة، يتعامل الأبيغراف مع «جميع الآثار الرسومية، باستثناء تلك المكتوبة بالحبر على ورق البردي والرق».
من الناحية العملية، يجري استبعاد مجموعتين أخريين من المواد من دراسات النقوش، إذ تجري دراستهما من خلال تخصصاتهما الخاصة: العملات المعدنية التي تدرسها النُّمِّيَّات ، والأختام، التي يتعامل معها علم الأختام Sigillography . مع أن الكتابة على النقود يُشار إليه أيضًا في علم النُّمِّيَّات باسم «النقش».
كما نوقشت محاولات أخرى لتعريف وتقييد مصطلح «النقوش»، التي تتعلق بالشكل الخارجي المحدد أو وظيفة النقش، لكنها لم تلقى نجحًا:
- التعريف المتكرر هو أن جميع الشهادات الكتابية على المواد «المعمرة» يجب أن تعتبر نقشًا. ينطبق هذا على غالبية النقوش المتبقية، والتي جرى تدوينها، على سبيل المثال، على الحجر أو المعدن والعديد منها تم إنشاؤه بشكل واضح، إذ أن كتابة على الحجر وعدت بديمومة المحتوى على مدى فترة أطول من نشرها على سبيل المثال على ورق البردي مفردة أو رق. ينطبق هذا، على سبيل المثال، على النقوش التي تجعل القانون أو اللائحة عامة، أو تذكير بتبرع خيري أو ذكرى بناء بيت أو المحافظة ذكرى المتوفى (نقش تذكاري). في الوقت نفسه، تتم الإشارة إلى المنحوتات على الألواح الخشبية وحتى التطريز في القماش ومعالجتها كنقوش، بحيث لا تعد المتانة وحدها معيارًا كافيًا.[7]
- كما جرت محاولات لتعريف النقوش بشكل أكثر دقة من خلال خاصية العمومية (الإعلان). مثل معيار المتانة، ينطبق هذا القيد على العديد من مجموعات النقش المهمة، ولكنه يغفل أنواعًا أخرى من مواد النقش.[8] وتشمل هذه، على سبيل المثال، نقوش الجرس، ولكن أيضًا المستندات العديدة التي تم وضعها داخل التوابيت أو المدافن وبالتالي لم يكن بإمكان كل زائر الوصول إليها.
- أخيرًا، أراد العلماء تضييق معنى النقوش بربطها بالنصب التذكارية. إلا أن التنسيق الكبير يفضي إلى العرض الدائم للنص أو، إذا أمكن، دعاية جيدة، ولكنه بعيد عن كونه الحال بالنسبة لجميع النقوش. على سبيل المثال، هناك العديد من النقوش على الأشياء ذات الاستخدام اليومي، وأيضًا الرسومات المبتكرة على الجدران أو العلامات الخاصة بنحاتي الحجر في العديد من المباني العصور القديمة والوسطى.

## الوظيفة والمواد والتقنية
غالبًا ما تكون النقوش محفورة في الحجر. وليس من غير المعتاد أن تكون الحروف ملونة أو مطلية بالذهب. في العصور القديمة، غالبًا ما كانت الحروف مرسومة باللون الأحمر. كذلك وضعت النقوش على المسبوكات المعدنية. ويعد نقش الجص Sgraffito تقنية خاصة. بالإضافة إلى ذلك، جرى الرسم أو النقش بالأشياء الحادة في الجدران أو المواد الأخرى، والدهان على الخشب أو الجدران (جرافيتي).

## استكشاف
أقدم النقوش المعروفة لنا تعود إلى العصور القديمة المبكرة. وكمصادر تاريخية، فهي مهمة بشكل خاص لدراسة العصور القديمة والعصور الوسطى. إنها تكمل وتصحح المعرفة حول البيئة المعيشية من هذه العصور وتساعد على إعادة بناء التاريخ. تدرس النقوش التي تخصص منفصل، الأبيغرافيا ، والتي تعتبر علوم التاريخ المساعدة. وتعد النقوش القديمة بمئات الآلاف. منذ عام 1853م، منذ أن تم تأسيس مؤسسة كوربس النقوش اللاتينية Corpus Inscriptionum Latinarum من قبل ثيودور مومسن جرى تسجيل النقوش اللاتينية من كامل مساحة الإمبراطورية الرومية السابقة بترتيب جغرافي ومنهجي.

## التأثير الدائم للنقوش الرومية الكلاسيكية
[[Datei:Inschrift der Trajanssäule.jpg|يسار|تصغير|300x300بك| نقش على عمود تراجان ]]
من مجموعة كبيرة من النقوش القديمة، تبرز آثار  فترة العهد الرومي القيصري في أهميتها لتاريخ الكتابة. تمثل الحروف الرومية المربعة (Roman square capitals) التمثيلية نقطة تبلور في تطور الأبجدية اللاتينية. في هذه الروائع القديمة للخطاطين وعمال البناء، وصل الشكل الجمالي للحروف الكبيرة في اللاتينية إلى ذروته. وفي الوقت نفسه، جرى تحديد شكل الحروف نهائيًا (باستثناء H، J، K، U، W، Y و Z، التي تم إضافتها لاحقا) وأخيرا تقعيدها.

## المؤلفات
- ألبرت كابر: الكتابة الألمانية. كتاب متخصص للكتاب . درسدن: Verlag der Kunst ، 1955.
- إدوارد م.كاتيش: رسائل أعيد رسمها من نقش تراجان في روما. مطبعة سمك السلور، 1961.
- يان تشيتشولد: الكتاب الرئيسي للكتاب المقدس. كتاب مدرسي بخطوط مثالية من الماضي والحاضر للرسامين النوعين، فناني الجرافيك، النحاتين، النقوش، المطبوعات الحجرية، الناشرين، طابعات الكتب، المهندسين المعماريين ومدارس الفنون. 3. unv. طبع الثاني الإصدار. Otto Maier-Verlag ، Ravensburg 1965، ISBN 3-473-61100-X
- إدوارد م.كاتيش: أصل السريف: كتابة الفرشاة والحروف الرومانية . مطبعة سمك السلور، 1968.
- ألبرت كابر: محرف. تاريخ وتشريح وجمال الحروف اللاتينية . درسدن: Verlag der Kunst ، 1971. ISBN 3-364-00624-5 .
- ألبرت كابر: جماليات فن الكتابة. الأطروحات والهامشية . لايبزيغ: ناشر متخصص للكتاب، 1977.
- Walter Ohlsen: تحليل نسبي للنقش على عمود تراجان ، فريدريش فيتيج فيرلاج هامبورج، 1981. ISBN 3-8048-4222-4
- توماس نويكيرشن: Inscriptio. البلاغة والشعراء من النقوش الثاقبة في العصر الباروكي. توبنغن 1999 (دراسات في الأدب الألماني، المجلد 152)، ISBN 978-3-484-18152-6 .
- برنهارد بيشوف: Paleography of Roman antique and the Western العصور الوسطى . الطبعة الثالثة دون تغيير برلين 2004. (أساسيات الدراسات الألمانية 24). ردمك 3-503-07914-9 .
- آن كولب، جواكيم فوجمان: الموت في روما. مرثيات كمرآة للحياة الرومانية. في: التاريخ الثقافي للعالم القديم؛ 106. ماينز: زابيرن 2008. ص 36-40، رقم 4.

## روابط إنترنت
- "Deutsche Inschriften Online. Die Inschriften des deutschen Sprachraumes in Mittelalter und Früher Neuzeit (DIO)". Akademie der Wissenschaften und der Literatur Mainz. اطلع عليه بتاريخ 2016-05-11.
- مجموعة بحثية «الانتقال الديني والثقافي في العصور القديمة» بجامعة إرفورت
- فيرنر إيك: مقدمة في النقوش اللاتينية (PDF ؛ 2.7   ميغابايت)

## هوامش
1. ↑  Team, Almaany. "تعريف و شرح و معنى نقش بالعربي في معاجم اللغة العربية اللغة العربية المعاصرة - معجم عربي عربي صفحة 1". www.almaany.com (بالإنجليزية). Archived from the original on 2020-07-04. Retrieved 2020-07-04.
2. ↑  Walter Koch: Inschriftenpaläographie des abendländischen Mittelalters und der frühen Neuzeit: Früh- und Hochmittelalter. R. Oldenbourg, Wien/München 2007, ISBN 978-3-7029-0552-1, S. 25.
3. ↑  Rudolf M. Kloos: Einführung in die Epigraphik des Mittelalters und der frühen Neuzeit. 2. Auflage, Wissenschaftliche Buchgesellschaft, Darmstadt 1992, ISBN 3-534-06432-1, S. 2.
4. ↑  Jean Mallon: Paléographie romaine (= Scripturae. Band 3). Consejo superior de investigaciones científicas, Instituto Antonio de Nebrija de filologia, Madrid 1952, S. 55.
5. ↑  Walter Koch: Inschriftenpaläographie des abendländischen Mittelalters und der frühen Neuzeit: Früh- und Hochmittelalter. R. Oldenbourg, Wien/München 2007, ISBN 978-3-7029-0552-1, S. 24.
6. ↑  Helmut Kahnt, Bernd Knorr: Alte Maße, Münzen und Gewichte. Ein Lexikon. Bibliographisches Institut, Leipzig 1986, Lizenzausgabe Mannheim/Wien/Zürich 1987, ISBN 3-411-02148-9, S. 385.
7. ↑  Manfred G. Schmidt: Einführung in die lateinische Epigraphik. Wissenschaftliche Buchgesellschaft, Darmstadt 2005, ISBN 3-534-14343-4, S. 1; Walter Koch: Inschriftenpaläographie des abendländischen Mittelalters und der frühen Neuzeit: Früh- und Hochmittelalter. R. Oldenbourg, Wien/München 2007, ISBN 978-3-7029-0552-1, S. 23.
8. ↑  Walter Koch: Inschriftenpaläographie des abendländischen Mittelalters und der frühen Neuzeit: Früh- und Hochmittelalter. R. Oldenbourg, Wien/München 2007, ISBN 978-3-7029-0552-1, S. 23.
9. ↑  Vgl. auch Helmut Häusle: Das Denkmal als Garant des Nachruhms. Eine Studie zu einem Motiv in lateinischen Inschriften. München 1980 (= Zetemata. Band 75).